# Sân bay Stronsay
Sân bay Stronsay (IATA: SOY, ICAO: EGER) là một sân bay nằm cách Sân bay Kirwall 28,8 km về phía đông bắc, ở Stronsay, quần đảo Orkney, Scotland.

## Các hãng hàng không và tuyến bay
- Loganair (Kirkwall)